# Synthetik: Legion Rising
Synthetik: Legion Rising (початкова назва Synthetik) — відеогра-шутер із видом зверху з елементами roguelike, дія якого відбувається в альтернативні 1980-ті роки, коли людству загрожує злостивий штучний інтелект. Гра була створена за допомогою ігрового рушія Game Maker і розроблена незалежною студією Flow Fire Games із Берліна.
Гра була випущена 16 березня 2018 року в Steam як Synthetik і перейменована на Synthetik: Legion Rising після безкоштовного розширення. Консольна версія під назвою Synthetik: Ultimate була випущена 16 грудня 2020 року на Xbox і Nintendo Switch. Також була анонсована версія для PlayStation. Безкоштовна гра-спіноф під назвою Synthetik: Arena має ту ж саму систему бою, що й оригінал, але елементів roguelike менше та бої відбуваются на одній локації. Продовження Synthetik 2 було випущено в ранньому доступі в Steam у 2021 році, а повний випуск заплановано на початок 2024 року.

## Ігролад
У Synthetik: Legion Rising гравці починають кожну гру, вибираючи один із восьми класів, зброю, початкові навички та спорядження. Потім вони борються на процедурно згенерованих рівнях з ворогами-роботами, збирають вдосконалення, нову зброю та обладнання. Через кожні кілька рівнів відбувається битва з босом. Мета гри — дожити до кінця та перемогти Останнього Захисника, що захищає Серце Армагеддону. Можна грати в кооперативному режимі з одним гравцем. Кожен гравець може вибрати власний клас, зброю, навички тощо. У кооперативному режимі основа ігроладу такаж сама.

## Розробка
Synthetik було випущено в Steam 16 березня 2018 року. З моменту випуску вона отримала кілька безкоштовних оновлень, у тому числі оновлення Legion Rising 3 жовтня 2018 року, коли назву гри було змінено на Synthetik: Legion Rising . Окрема гра Synthetik: Arena була випущена 21 січня 2019 року. Це була безкоштовна гра з бойовою механікою Synthetik, але з аренами та випробуваннями замість кількох процедурно згенерованих рівнів. Був доступний платний завантажуваний вміст для Арени, що розблоковував ускладнений режим гри, додаткові параметри для зброї та швидше отримання очок досвіду.

## Оцінки пресси
Synthetik не отримала достатньо оцінок на Metacritic для офіційного рейтингу, але три рецензії позитивні з оцінками 84, 80 і 70. Рецензенти високо оцінили аспекти roguelike, стрільбу та поводження зі зброєю, а також тактичний характер бою, що виділяє гру на фоні інших аркадних ігор. Критика була зосереджена на примітивній графіці та ігроладі, який може потенційно набриднути своєю повторюваністю.
Огляди для консолей хвалили ігролад, різноманітність зброї та класів, водночас критикуючи деякі аспекти керування та інтерфейс користувача.

## Нотатки
1. ↑  Stylized as SYNTHETIK: Legion Rising
2. ↑  Stylized as SYNTHETIK